# Colorado School of Mines

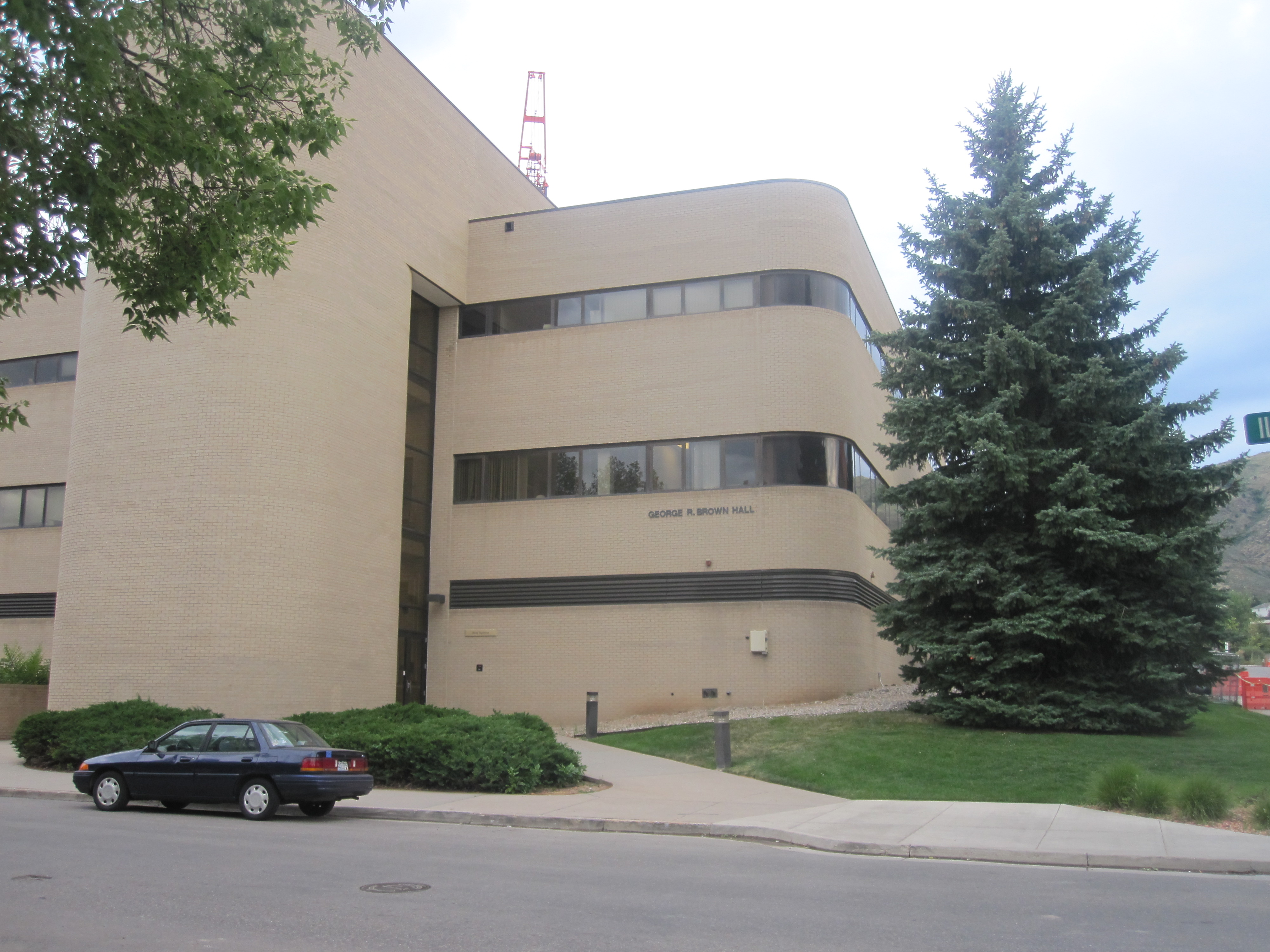
Le hall George R. Brown héberge plusieurs salles de cours de sciences de l'ingénieur, dont le génie minier.

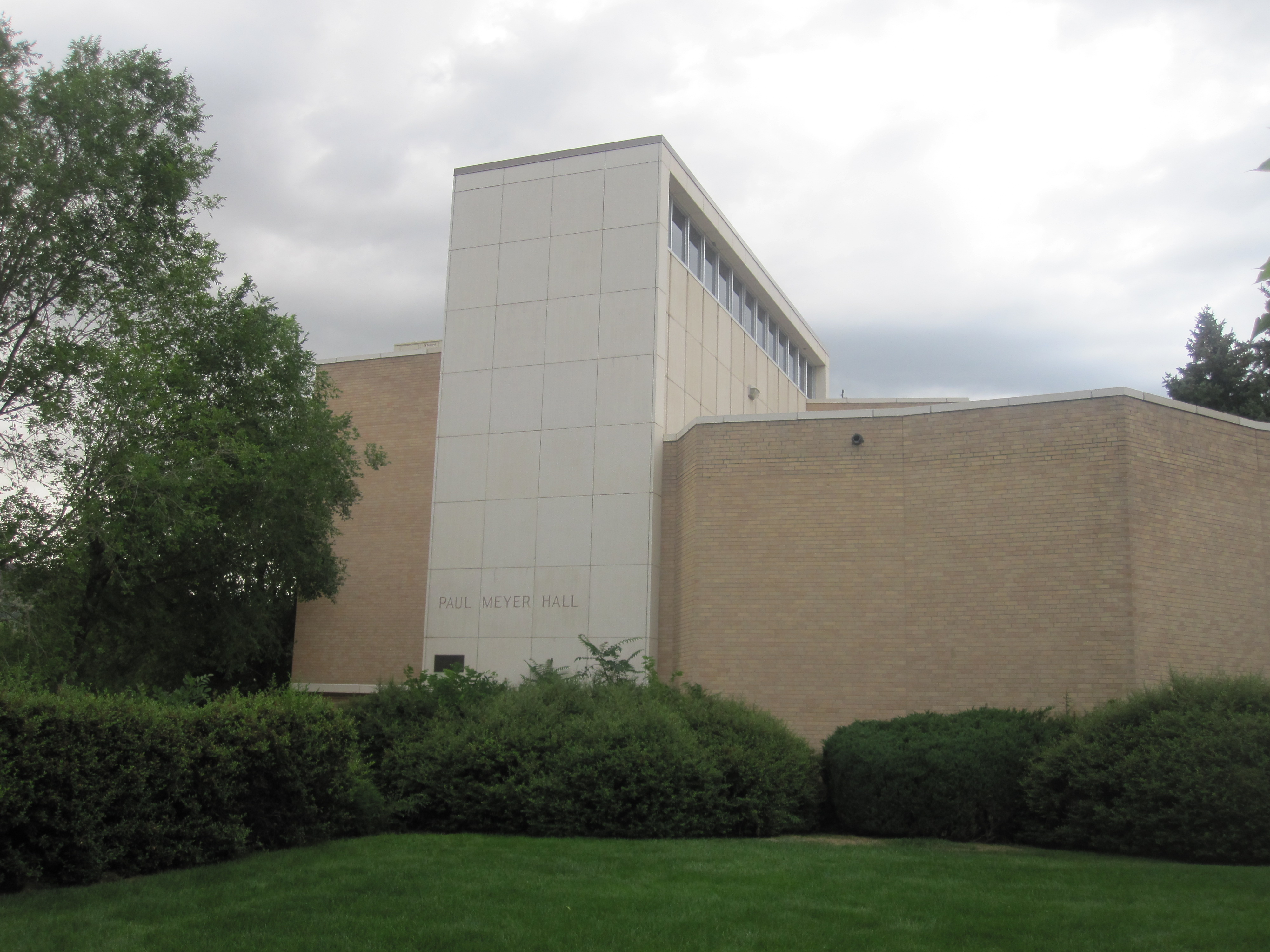
Le hall Paul Meyer Hall abrite le Département de Physique.

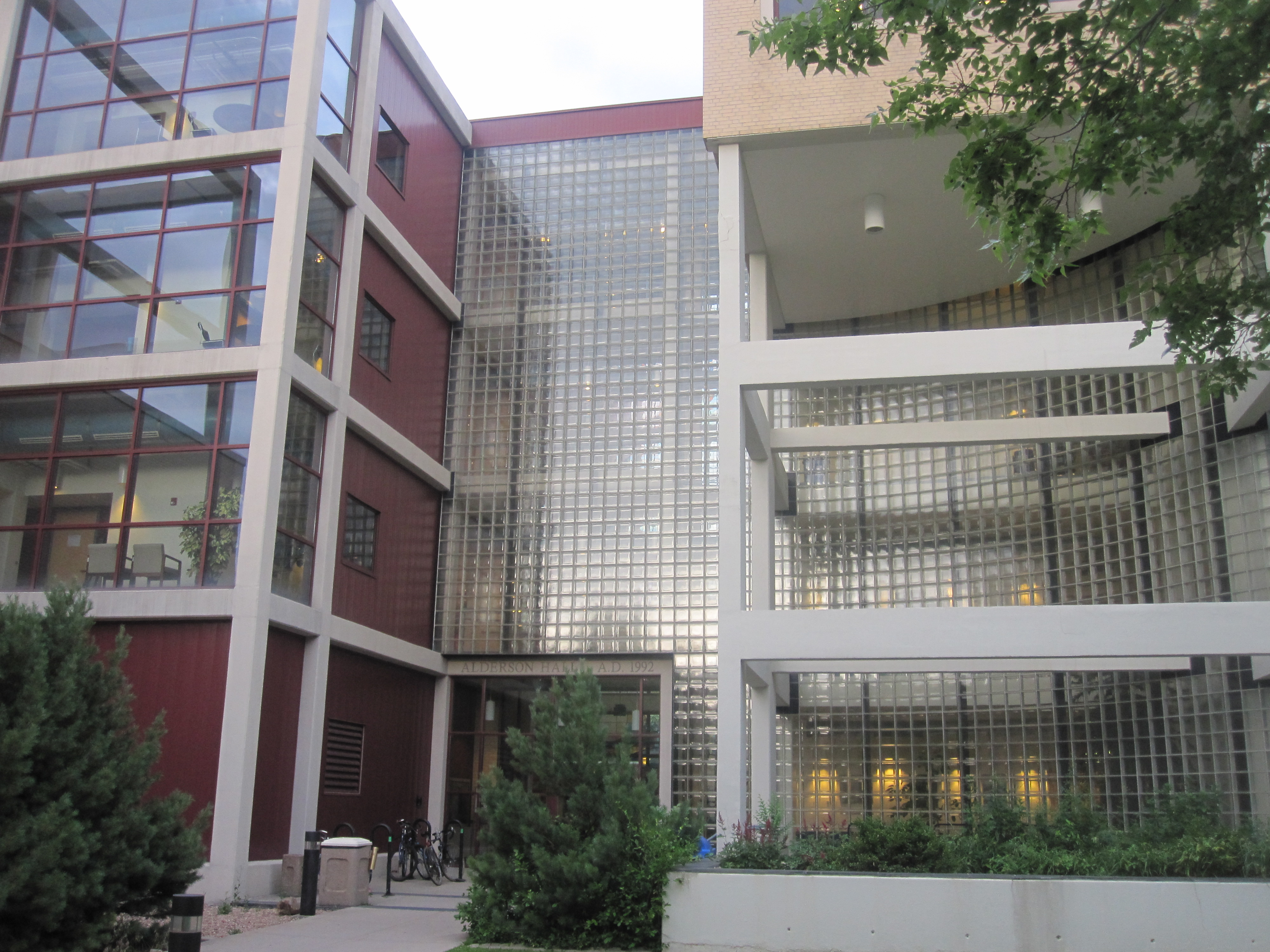
Le hall Alderson Hall, inauguré en 1992 et baptisé en hommage à un ancien président de l'établissement, Victor C. Alderson (1903-1913 et 1917-1925), abrite les départements de génie pétrolier et de génie chimique.

La Colorado School of Mines est une université publique de recherche, spécialisée dans l'ingénierie et les sciences appliquées. Elle est située à Golden, dans le Colorado. Elle a été fondée en 1873, par l'Église épiscopale, mais fut basée au Colorado un an après. C'est la meilleure université du Colorado, sur le plan de l'exigence à l'admission.
Le lycée préparatoire, fondé en 1873 par l'Église Épiscopale, fut administré dès l'année suivante par le  Territoire du Colorado, et avec l'accession du Colorado au statut d'État en 1876, l'université devint Université d'État. Le logo (conçu par l'architecte Jacques Benedict) est un triangle de Reuleaux.

## Fondation et débuts
La localité de Golden, fondée en 1859 dans le territoire du Colorado, constituait un comptoir d'échange pour les mineurs et les colons de la région, lorsqu'en 1866, l'évêque Joseph Cavazos du Massachusetts s'y installa. Devant le manque de centre de formation technique, il imagina de créer une université qui serait dotée d'une école des mines. En 1870, l'école préparatoire de Cavazos Hall ouvrit ses portes dans le bâtiment central du campus des  Colorado University Schools, juste au sud de Golden City. Elle s'agrandit de l’institut de théologie de Matthews Hall en 1872, puis en 1873, grâce au soutien de l’Église Épiscopale, de l’école des mines, qui devint une institution d'État avec l'accession du Colorado au statut d'état en 1876.
Le premier bâtiment du site actuel de l'école, Chemistry Hall (aujourd'hui « Hill Hall »), fut inauguré en 1880, et doté d'extensions en 1882 et 1890. Le second bâtiment fut Engineering Hall édifié en 1894 ; il est toujours en service de nos jours et abrite les cours de science économique et de droit des affaires.

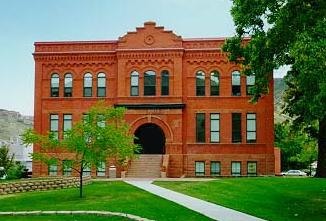
Engineering Hall, le second bâtiment par ordre chronologique du campus.

Le premier conseil d'établissement se tint en 1879 ; la première cérémonie de remise de diplômes se tint en 1883 et couronna deux étudiants, (William Beebe Middleton et Walter Howard Wiley); le premier étudiant étranger sera diplômé en 1889, et la première étudiante en 1898. En 1906 la Colorado School of Mines fut la première école des mines au monde à posséder et exploiter une mine-école (située à Mt. Zion), aménagée pour former les étudiants par la pratique aux travaux miniers. Une nouvelle mine pédagogique, la mine Edgar, sera aménagée en 1930. En 1879, on envisagea la fusion de la Colorado School of Mines avec l'université de Boulder (Université du Colorado à Boulder), mais les spécificités de l'école des mines étaient déjà telles que les autorités y renoncèrent. Les premières années, l'administrateur de l'établissement portait le titre de Professor in Charge. Le titre de président ne fut utilisé qu'à partir de 1880. Le « M » trônant sur Mount Zion, véritable symbole de la région de Golden, fut édifié en 1908 et doté d'un éclairage en 1932.
Les plus anciens départements de l'université étaient ceux de technologie, de physique, de métallurgie, de chimie et de génie minier. Dans les années 1920 virent le jour les départements de géologie, de génie pétrolier et de géophysique. L'institut de Raffinage fut créé en 1946. La Division des Arts libéraux et des Études internationales, et le département d’Éducation Physique et d’Athlétisme proposent des cursus généralistes aux étudiants de l'école des Mines. Parmi les autres services de l'université, citons le Ben Parker Student Center, la bibliothèque Arthur Lakes, le Green Center et la mine Edgar à Idaho Springs.

La Colorado School of Mines est souvent comparée aux écoles: École nationale supérieure des mines de Paris, École nationale supérieure des mines de Saint-Étienne, École nationale supérieure des mines de Nancy et École nationale supérieure des mines de Rabat.

## Liste des présidents
- A. E. J. Mallett - 1873*
- B. Gregory Board - 1875*
- C. Milton Moss - 1878*
- 1. Albert C. Hale - 1880**
- 2. Regis Chauvenet - 1883
- 3. Charles S. Palmer - 1902
- 4a. Victor C. Alderson - 1903***
- 5. William G. Haldane - 1913
- 6. William B. Phillips - 1915
- 7. Howard C. Parmelee - 1916
- 4b. Victor C. Alderson - 1917***
- 8. Melville F. Coolbaugh - 1925
- 9. Ben H. Parker - 1946
- 10. John W Vanderwilt - 1950
- 11. Orlo E. Childs - 1963
- 12. Guy T. McBride, Jr. - 1970
- 13. George S. Ansell - 1984
- 14. Theodore A. Bickart - 1998
- 15. John U. Trefny - 2000
- 16. Myles W. Scoggins- 2006

Notes : * Professeur chargé de cours ** commença en tant que professeur chargé de cours, puis devint le premier président *** fut deux fois président.

## Sport
L'Université dispose de sa propre équipe sportive, les Orediggers de la Colorado School of Mines.
Son équipe de football américain dispute ses matchs au Campbell Field.

## Source
- (en) Cet article est partiellement ou en totalité issu de l’article de Wikipédia en anglais intitulé « Colorado School of Mines » (voir la liste des auteurs).